# Bernard Zacharias
Pour les articles homonymes, voir Zacharias.
Bernard Zacharias, né le 16 juillet 1929 aux Sables-d’Olonne en Vendée et mort le 13 juillet 1986 à Breteau, est un écrivain, scénariste et musicien français, auteur de romans policiers.

## Biographie
Après un baccalauréat de philosophie obtenu en 1947,  il fait des études de médecine. Joueur de trombone, il fait partie de l'orchestre de Claude Luter et, entre 1948 et 1955, joue avec Sidney Bechet, Mezz Mezzrow, Bill Coleman, Peanuts Holland (en) et Jonah Jones. Puis il exerce plusieurs métiers dans la mode avant de devenir directeur artistique chez Publicis, de 1961 à 1968. Il reste dans la publicité comme producteur et réalisateur de films publicitaires pour Cinéma et Publicité avant de créer sa propre maison de production de films publicitaires Brit.
Avec Henri Viard, il est coauteur de quatre romans policiers. Le premier, Le Roi des Mirmidous, est une transposition parodique de l’Iliade d'Homère , le deuxième, L'Embrumé, est une parodie de Hamlet de William Shakespeare, le troisième, Le Mytheux, une transposition de Lorenzaccio de Alfred de Musset,  et le quatrième, L'Aristocloche, une adaptation de Don Quichotte de Miguel de Cervantes. Pour Claude Mesplède « Chaque roman est traité avec le respect de l'œuvre parodiée ou actualisée et le souci de faire Série noire. Une question de goût peut faire préférer tel ou tel titre, mais il semble difficile d'en critiquer négativement la qualité littéraire ».  Il est également l'auteur de plusieurs scénarios pour le cinéma et la télévision

## Œuvre

### Romans
- Le Roi des Mirmidous, Série noire no 1018, 1966, La Poche noire no 107, 1970, Carré noir no 426, 1982
- L'Embrumé, Série noire no 1075, 1966, La Poche noire no 161, 1971, Carré noir no 340, 1980
- Le Mytheux, Série noire no 1110, 1967, Carré noir no 27, 1972
- L'Aristocloche, Série noire no 1222, 1968, Carré noir no 143, 1973

### Scénarios de films
- 1969 : Le Bourgeois gentil mec réalisé par Raoul André
- 1972 : Les Proxénètes (Ettore lo fusto), adaptation de son roman Le Roi des Mirmidous, réalisé par Enzo G. Castellari
- 1974 : L’Or et la Fleur, téléfilm réalisé par Philippe Ducrest
- 1989 : Les Millionnaires du jeudi, série télévisée réalisée par Bernard Bouthier, Claude Grinberg et Pierre Sisser

### Disques
- 1954 : Bernard Zacharias et ses Solistes - Gershwin Parade (réédité dans la collection Jazz in Paris, no 48)
- 2004 : Jazz in Paris : Montmartre CD III : Souvenirs de Montmartre (deux morceaux : Night and Day et What is this Thing called Love ?)

## Sources
- Claude Mesplède (dir.), Dictionnaire des littératures policières, vol. 2 : J - Z, Nantes, Joseph K, coll. « Temps noir », 2007, 1086 p. (ISBN 978-2-910686-45-1, OCLC 315873361).
- Claude Mesplède, Les années "Série noire" : bibliographie critique d'une collection policière, vol. 3 : 1966-1972, Amiens, Editions Encrage, coll. « Travaux / 22 », 1994 (ISBN 978-2-906389-53-3).